# Primera División de Vanuatu 2019
La VFF National Super League 2020 fue la 15.ª edición de la Primera División de Vanuatu. La temporada se disputó del 24 a 26 de enero en eliminación directa.

## Equipos participantes
- Eastern Nesia FC
- Fenua Temanu Bakou
- Malampa Revivors
- Vaum United

## Semifinales
| Local              | Resultado      | Visita           |
| ------------------ | -------------- | ---------------- |
| Fenua Temanu Bakou | 2 - 2 (4:3 p.) | Vaum United FC   |
| Malampa Revivors   | 3 - 0          | Eastern Nesia FC |

## Final
| Local            | Resultado | Visita             |
| ---------------- | --------- | ------------------ |
| Malampa Revivors | 2 - 1     | Fenua Temanu Bakou |

## Gran Final
La Gran Final se disputó entre el campeón de VFF National Super League y el campeón del Top 4 de la Liga de Fútbol de Port Vila 2018-19
| Local            | Resultado | Visita        |
| ---------------- | --------- | ------------- |
| Malampa Revivors | 3 - 1     | ABM Galaxy FC |